# Цветана Сотирова
Цветана Сотирова е българска скиорка, състезателка по ски бягане, участничка на зимните олимпийски игри в Гренобъл през 1968 г.

## Биография
Цветана Сотирова е родена на 22 декември 1939 година в Неврокоп. Участва на зимните олимпийски игри в Гренобъл (1968). 
Резултати от Гренобъл 1968
5 km: 31-ва от 34 участнички
10 km: 28-а от 34 участнички
Щафета 3 × 5 km: 8-о място от 8 щафети
Заедно с Кръстана Стоева, Надежда Василева, Роза Димова и Величка Пандева, Цветана Сотирова е сред участничките в най-силния отбор по ски бягане на България. 